# Porangaba
Porangaba é um município do estado de São Paulo, no Brasil. Sua população, conforme estimativas do IBGE de 2020, era de 10 067 habitantes.

## Toponímia
Porangaba (tupi porangáua), significa bela vista, lugar bonito e foi o nome próprio indicado para nomear o distrito  de Bela Vista de Tatuí em 1919..

## História

### Origens
O bairro de Santo Antonio do Rio Feio, que deu origem a  cidade de Porangaba, pertenceu a Tatuí e se formou a partir de 1850, data em que foi regulamentada a Lei da Terra, que permitiu a ocupação de áreas na região, legalizando a compra e venda e facilitando a vinda de sesmeiros, posseiros e até de invasores. No início, o lugar foi ponto de pernoite de tropas e tropeiros que vinham do oeste paulista com destino à Feira de Muares de Sorocaba e vice-versa. Era também o ponto de encontro de uma pequena população instalada nas imediações e onde os tropeiros abasteciam as tropas com alimentos e outros gêneros nas vendas e tabernas que se formavam no povoado. O bairro formou-se ao lado da trilha tropeira que ligava Sorocaba a Botucatu.
Em 1870, aproximadamente, construiu-se a capela em louvor a Santo Antônio, o santo padroeiro. Posteriormente, em 1885, a capela foi elevada a Freguesia, com o nome de Bela Vista de Tatuí e em 1891 passou a Distrito de Paz. A emancipação política aconteceu em 1927, quando foi criado o município de Porangaba, separando-se de Tatuí. A instalação do município ocorreu a 4 de junho de 1928. Em 30 de novembro de 2005 o município de Porangaba tornou-se Comarca..

### Povoamento
O  povoamento do antigo bairro do Rio Feio, com os seus mitos e tradições, intensificou-se a partir da segunda metade do século XIX em consequência do deslocamento de pessoas de Sorocaba e Tatuí, principalmente na ânsia de ocupar as terras  sem dono para posse, moradia e exploração agrícola.  Recebeu depois, com os fluxos migratórios ocorridos, grande número de caboclos, mamelucos, negros  e imigrantes (os elementos formadores da genealogia porangabense) que deram origem às primeiras famílias com suas histórias, tradições e descendentes..

### Movimento Tropeirista
O Movimento Tropeirista está diretamente ligado à formação do povoado já que este originou-se primeiramente, como um entreposto comercial para atender os tropeiros e viajantes que por ali transitavam. O papel desempenhado pelos tropeiros no desenvolvimento do transporte de cargas e nas relações sociais e humanas ainda estão presentes no município através dos usos, tradições e costumes..

### Auguste Collon
Em 1897, no final do Século XIX,o naturalista belga Auguste Collon, a serviço do fazendeiro Eduardo Ferreira de Camargo, veio para a região de Bofete e Porangaba para verificar a possibilidade de prospecção de petróleo em fazenda de sua propriedade. Feitos os estudos iniciais, foi montada  enorme estrutura e após uma série de perfurações, em decorrência de problemas técnicos, o projeto foi suspenso. Mesmo assim, foi realizada a primeira sondagem profunda de petróleo no Brasil, um fato histórico e pioneiro.  Gerou relatório, circunstanciado, que impressiona pela riqueza de  detalhes.  Trata-se de um trabalho científico que, mesmo transcorrido mais de um século, é acatado e aceito pelo meio científico..

## Geografia
Localiza-se a uma latitude 23º10'33" sul e a uma longitude 48º07'30" oeste, estando a uma altitude de 525 metros. Possui área de 266,565 km².

### Hidrografia
Os rios que passam pelo município são:
- Rio Feio
- Ribeirão das Conchas
- Rio Bonito
- Rio do Peixe

### Rodovias
- SP-141
- SP-157
- SP-280

## Demografia
População total: 12.321 (2022)
- Urbana: 3 471
- Rural: 3 181
- Homens: 3 526
- Mulheres: 3 126

Densidade demográfica (hab./km²): 24,94
Mortalidade infantil até 1 ano (por mil): 14,30
Expectativa de vida (anos): 72,08
Taxa de fecundidade (filhos por mulher): 2,31
Taxa de alfabetização: 89,32%
Índice de Desenvolvimento Humano (IDH-M): 0,768
- IDH-M Renda: 0,690
- IDH-M Longevidade: 0,785
- IDH-M Educação: 0,829

## Infraestrutura

### Comunicações
O sistema de telefones automáticos foi inaugurado na cidade em 1978 pela Telecomunicações de São Paulo (TELESP), que também implantou o sistema de discagem direta à distância (DDD) em 1989 com o código de área (0152). Anteriormente a cidade era atendida pela Companhia de Telecomunicações do Estado de São Paulo (COTESP).
Na década de 90 o código DDD da cidade foi alterado para (015), para padronização do sistema telefônico com a telefonia celular que estava sendo implantada em todo o estado.

## Cultura e lazer

### Cultura musical
Porangaba é conhecida como  “Cidade Sinfonia” e tal qualificação se relaciona à cultura musical implantada pelos imigrantes italianos, a partir de 1898, quando formaram a primeira banda de música e foi intensificado ali o ensino da arte musical. O aprendizado floresceu pois, em seqüência,  surgiram novas bandas que contribuíram para formação de novos músicos que até hoje ainda divulgam e elevam os nome da cidade. Ainda hoje muitos recordam a  Banda “Santa Cecília”, que se tornou “tri-campeã estadual”, em meados do século passado ao participar de concursos de bandas..

### Datas comemorativas
No dia 4 de Junho, comemora-se o aniversário da instalação do município.
Em Porangaba destacam-se o carnaval, com o tradicional desfile das escolas de samba: Grêmio Recreativo Escola de Samba Unidos da Vila e Mocidade Porangabense.

### Fato histórico

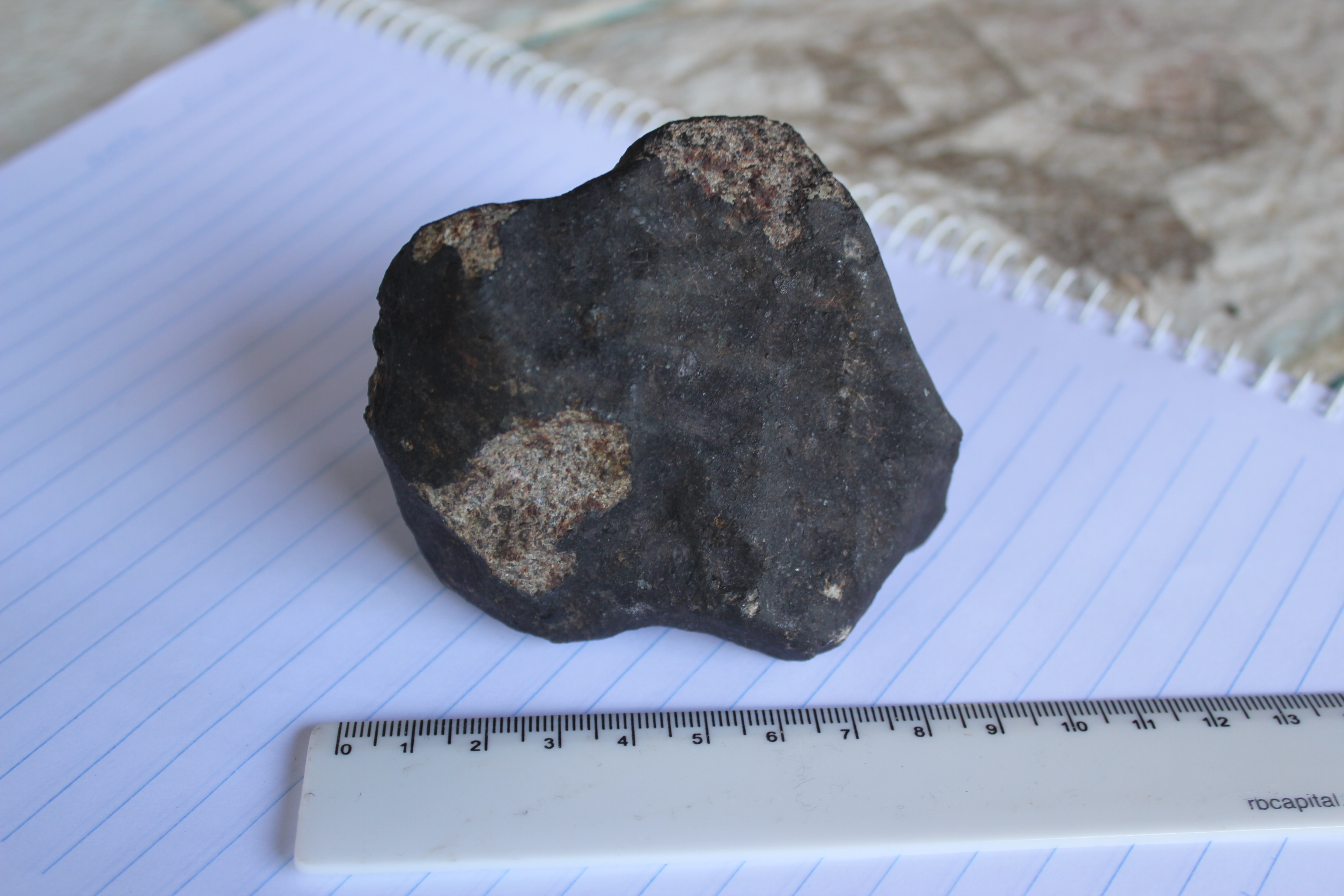
Fragmento de 520g do Meteorito Porangaba.

Por volta das 15:35 (horário local) de 9 de Janeiro de 2015, um brilhante meteoro foi observado por moradores espalhados por uma grande área do interior do estado de São Paulo. Ao menos um vídeo feito por uma câmera de segurança na cidade de Lençóis Paulista mostra a passagem do meteoro em plena luz do dia, além disso, o rastro de fumaça restante foi fotografado por várias testemunhas do evento. O som do estrondo sônico foi escutado em várias cidades como Conchas, Bofete e Porangaba. Ao menos 4 fragmentos de meteorito oriundos desse meteoro caíram na zona rural de Porangaba.
Um fragmento pesando 450 g atingiu uma palmeira e foi rapidamente recuperado, sendo o primeiro a ter sua natureza identificada. Um outro fragmento pesando 520g foi recuperado no dia seguinte e, por fim, mais dois fragmentos menores pesando 3,5g e 2,9g foram posteriormente recuperados nas vizinhanças dos dois primeiros achados. O meteorito foi classificado como um meteorito condrito ordinário L4 e apresenta um baixo grau de metamorfismo por choque (S2). As massas dos quatro fragmentos da queda que foram encontrados totalizam 976,4 g.

## Religião
O Cristianismo se faz presente na cidade da seguinte forma:

### Igreja Católica
- A igreja faz parte da Diocese de Itapetininga.[16]

### Igrejas Evangélicas
Entre as igrejas protestantes históricas, pentecostais e neopentecostais, encontram-se na cidade:
- Assembleia de Deus Ministério do Belém.[19][20]
- Congregação Cristã no Brasil.[21]